# 乐果
乐果（英文：Dimethoate）是一种常见的有机磷农药，化学名为：O,O-二甲基-S-（N-甲基氨基甲酰甲基）二硫代磷酸酯。很臭，杀虫作用好，特别是杀蚜虫、螟虫和螨效果特别好，而且对人的毒性比较低。具有抗胆碱酯酶功能。